# Erik Wernquist
Erik Wernquist  (født 1. august 1977) er en svensk grafiker, instruktør og computeranimator og har skabt Crazy Frog.